# Loperamid

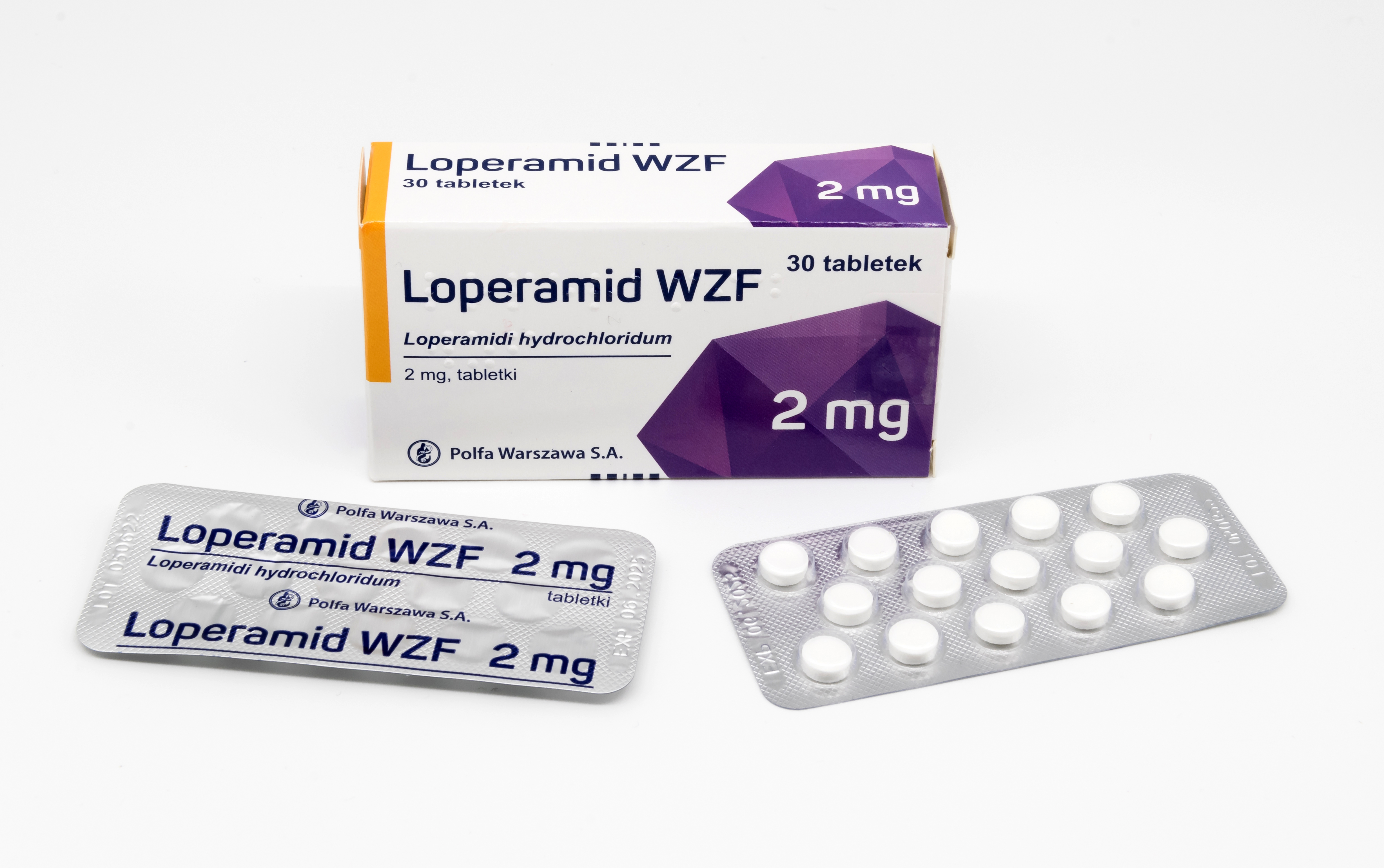
Lek z loperamidem

Loperamid (łac. loperamidum) – wielofunkcyjny organiczny związek chemiczny stosowany jako opioidowy lek przeciwbiegunkowy.
Jest jedną z substancji opioidowych, jednak nie przechodzi w pełni przez barierę krew-mózg. Z tej przyczyny nie ma typowego dla opioidów wpływu na układ nerwowy, co umożliwiło jego swobodne stosowanie w medycynie bez konsekwencji uzależnienia.

## Aktywność biologiczna
Loperamid działa na receptory opioidowe w ścianie jelita, powodując zmniejszanie uwalniania prostaglandyn i acetylocholiny oraz zwiększenie resorpcji wody i elektrolitów przez komórki ściany jelita. Hamuje perystaltykę przewodu pokarmowego, zwiększa napięcie zwieracza odbytu oraz zmniejsza utratę wody i elektrolitów do światła przewodu pokarmowego. Działanie leku rozpoczyna się po 1 godzinie od podania, maksymalny poziom w osoczu krwi osiąga po 2–4 godzinach, a jego działanie utrzymuje się do 24 godzin. Odtrutką na loperamid jest nalokson.
Loperamid, mimo potencjalnego ryzyka neurotoksyczności (z objawami parkinsonizmu włącznie) wskutek możliwego tworzenia w neuronach dopaminergicznych silnie toksycznych metabolitów pirydynowych, nie ma szkodliwego wpływu na ośrodkowy układ nerwowy. Jest to spowodowane ochronnym wpływem glikoproteiny P, która zapobiega przedostawaniu się leku przez barierę krew-mózg. Innym sugerowanym mechanizmem jest metabolizm loperamidu, różny od MPTP oraz haloperydolu (powodujących tego typu działania niepożądane), który nie prowadzi do powstania neurotoksyn.

## Wskazania
- objawowe leczenie ostrej i przewlekłej biegunki[5][4]
- u pacjentów z wytworzoną przetoką jelita krętego może być stosowany w celu zmniejszenia liczby i objętości stolców oraz zwiększenia ich konsystencji[5]

Loperamid jest dopuszczony do obrotu w Polsce zarówno w postaci preparatów prostych, jak i złożonych z symetykonem.

## Przeciwwskazania
Loperamid jest przeciwwskazany w następujących sytuacjach klinicznych:
- nadwrażliwość na lek lub na substancje pomocnicze wymienione w charakterystyce produktu leczniczego oraz ulotce dołączonej do opakowania
- dzieci w wieku poniżej 6 lat
- ostra czerwonka z obecnością krwi w kale i wysoką gorączką
- ostry rzut wrzodziejącego zapalenia jelita grubego
- bakteryjne zapalenie jelita cienkiego i okrężnicy spowodowane bakteriami z rodzaju Campylobacter, Shigella i Salmonella
- rzekomobłoniaste zapalenie jelita grubego, związane z podawaniem antybiotyków o szerokim spektrum działania

Leczenie należy przerwać w przypadku wystąpienia zaparcia, wzdęcia lub objawów niedrożności jelit.

## Działania niepożądane
Loperamid może powodować następujące działania niepożądane, występujące ≥1/1000 (bardzo często, często i niezbyt często):
- ból głowy
- zawroty głowy
- zaparcie
- nudności
- wzdęcie
- ból brzucha
- kserostomia
- ból w nadbrzuszu
- wymioty
- nadwrażliwość skórna
- bezsenność

Lek może wpływać na prowadzenie pojazdów w przypadku wystąpienia objawów niepożądanych takich jak zmęczenie, senność lub zawroty głowy.